# Nyabiraba
Nyabiraba är en kommun i Burundi. Den ligger i provinsen Bujumbura Rural, i den västra delen av landet, 15 km sydost om Burundis största stad Bujumbura.